# Le Bôrg
Le Bôrg, Le Bôrg en arpità, Bourg-Saint-Maurice en francès) és una vila de la Savoia. Des del punt de vista administratiu forma un terme municipal francès del departament de la Savoia, a la regió d'Alvèrnia-Roine-Alps. En aquest municipi s'hi troba l'estació d'esquí de Les Arcs. El terme de Bôrg cobreix gairebé 180 quilòmetres quadrats i es compon del centre de la vila i de moltes localitats i llogarets dependents de la vila. Les estacions d'esquí Arc 1600-Pierre Blanche, Arc 1800, Arc 1950, Arc 2000 i Les Granges són a la localitat.
Entre les localitats del terme de Bôrg hi ha Vulmix, La Rosière (de Bourg-Saint-Maurice), Hauteville-Gondon, Les Échines, Les Chapieux, La Ville des Glaciers, Bonneval, Courbaton, etc.